# Јегинов Луг
Јегинов Луг је насељено мјесто у Босни и Херцеговини, у општини Калесија, које административно припада Федерацији Босне и Херцеговине. Према попису становништва из 2013. у насељу је живјело 143 становника.

## Становништво
| Националност       | 1991. | 1981. | 1971. | 1961. |
| Срби               | 517   | 507   | 549   |       |
| Словенци           |       | 1     |       |       |
| остали и непознато | 3     | 1     |       |       |
| Укупно             | 520   | 509   | 549   | '     |

| Демографија | Демографија | Демографија |
| Година      | Становника  | Становника  |
| ----------- | ----------- | ----------- |
| 1961.       | 525         |             |
| 1971.       | 549         |             |
| 1981.       | 509         |             |
| 1991.       | 520         |             |
| 2013.       | 143         |             |